# Roger Vitrac
Roger Vitrac (Pinsac, (Lot), França, 17 de Novembro de 1889, Paris, 22 de Janeiro de 1952) foi um poeta e dramaturgo francês.

## Biografia
Participa no movimento surrealista dos anos vinte mas vem a afastar-se de André Breton e do grupo, associando-se a Antonin Artaud para fundar o Thêàtre Alfred-Jarry.
Em 1928 escreve a sua peça mais conhecida Victor ou les enfants au pouvoir, encenada por Artaud, mas que apenas teria grande relevo público quando apresentada, já após a sua morte, por Jean Anouilh em 1962.

## Obra

### Peças de teatro
- 1928 Victor ou les Enfants au pouvoir
- 1934 Coup de Trafalgar
- 1939 Loup-Garou
- 1951 Sabre de mon père